# MisaChia
MisaChia(みさちあ)はかつて存在した元AAAの伊藤千晃とAAAの宇野実彩子による日本の音楽ユニットである。AAAのグループ内で結成され、伊藤千晃のAAA卒業に伴い廃止された。
MisaChiaとしての最後の楽曲は｢ココア｣
2022年2月19日、卒業後、伊藤千晃YouTubeにて
宇野実彩子の名前を呼び、コラボ希望を言及した。

## メンバー
- 伊藤千晃
- 宇野実彩子

## 楽曲
元々Misako Uno ＆Chiaki Ito として楽曲を出していたが、後にMisaChiaとして楽曲を発表した。
なお、アルバム『WAY OF GLORY』ではMisaChiaの2人で歌っている曲を、AAA名義で出している。
2007年―
- 花火(AAAのシングル夏ものアルバムAROUNDに収録)

2009年―
- a piece of my word(AAAのアルバムdepArtureに収録)

2010年-
- Summer Revolution(AAAのアルバムHEARTFULに収録)
- Find you(AAAのシングルHide-away及び

Another side of #AAABESTに収録)
- 涙のキズナ(AAAのシングルHeart and Soulに収録)

2012年-
- last Love(AAAの7thアルバム『777 〜TRIPLE SEVEN〜』に収録)

2013年-
- TRAP(AAAの8thアルバム『Eighth Wonder』に収録

2016年―(この年からユニットMisachiaとして正式に始動)
- Jewel(AAAのシングル『涙のない世界』及び11thアルバム『WAY OF GLORY』に収録)

2017年―
- ココア(AAAの11thアルバムWAY OF GLORYに収録)

## 関連サイト
AAAの宇野実彩子&伊藤千晃(MisaChia) 新曲「ココア」MV＆オフショットムービー公開 - SPICE (2017.1.31）
| スタブアイコン | サブスタブ | この項目は、まだ閲覧者の調べものの参照としては役立たない、音楽関係者（バンド等）に関連した書きかけの項目です。この項目を加筆・訂正などしてくださる協力者を求めています（P:音楽/PJ:芸能人）。 |